# Епархия Далоа
Епархия Далоа (лат. Dioecesis Daloaënsis) — епархия Римско-Католической церкви с центром в городе Далоа, Кот-д’Ивуар. Епархия Далоа входит в митрополию Ганьоа. Кафедральным собором епархии Далоа является церковь Христа Царя.

## История
9 апреля 1940 года Римский папа Пий XII выпустил буллу «Quo intra», которой учредил апостольский викариат Сассандры, выделив его из апостольского викариата Кот-д’Ивуара (сегодня — Архиепархия Абиджана).
14 сентября 1955 года Римский папа Пий XII издал буллу "Dum tantis", которой преобразовал апостольский викариат Сассандры в епархию Далоа. В этт же день епархия Далоа вошла в митрополию Абиджана.
25 июня 1956 года и 8 июня 1968 года епархия Далоа передала часть своей территории для возведения новых епархий Ганьоа (сегодея — Архиепархия Ганьоа) и Мана.
19 декабря 1994 года епархия Далоа передала часть своей территории для новой епархии Одиенне и в этот же день вошла в митрополию Ганьоа.

## Ординарии епархии
- епископ Alphonse Charles Kirmann S.M.A.[1] (9.04.1940 — 25.03.1955);
- епископ Jean Marie Etrillard S.M.A. (29.02.1956 — 4.07.1956 — назначен епископом Ганьоа);
- епископ Pierre-Eugène Rouanet S.M.A. (4.07.1956 — 20.11.1975);
- епископ Pierre-Marie Coty (20.11.1975 — 22.03.2005);
- епископ Maurice Konan Kouassi (22.03.2005 — 25.04.2018, в отставке);
- епископ Marcellin Yao Kouadio (25.04.2018 — по настоящее время).

## Источник
- Annuario Pontificio, Libreria Editrice Vaticana, Città del Vaticano, 2003, ISBN 88-209-7422-3
- Булла Quo intra, AAS 32 (1940), стр. 476  (лат.)
- Булла Dum tantis, AAS 48 (1956), стр. 113  (лат.)